# 英皇鐘錶珠寶

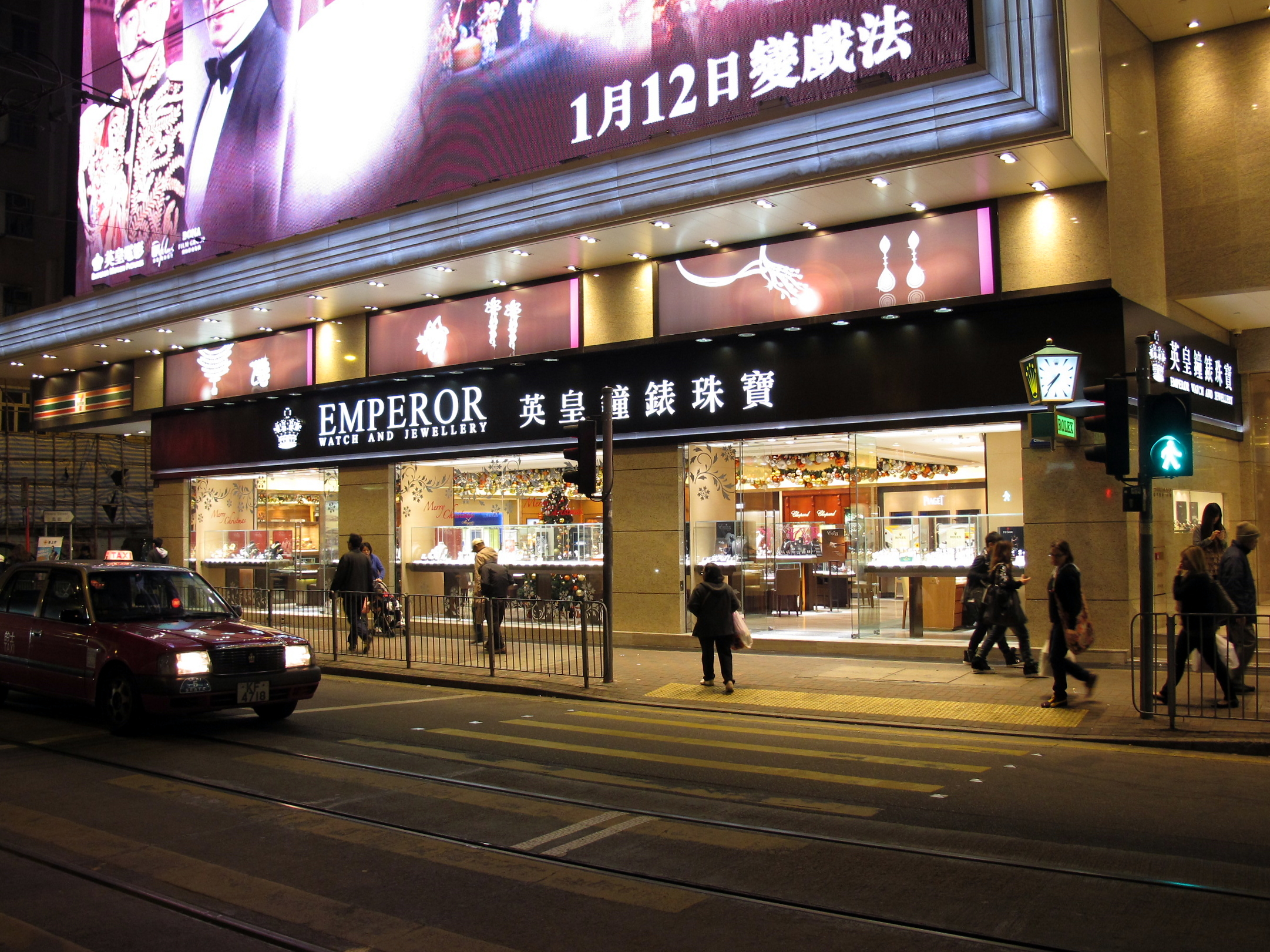
英皇鐘錶珠寶於灣仔英皇集團中心分店

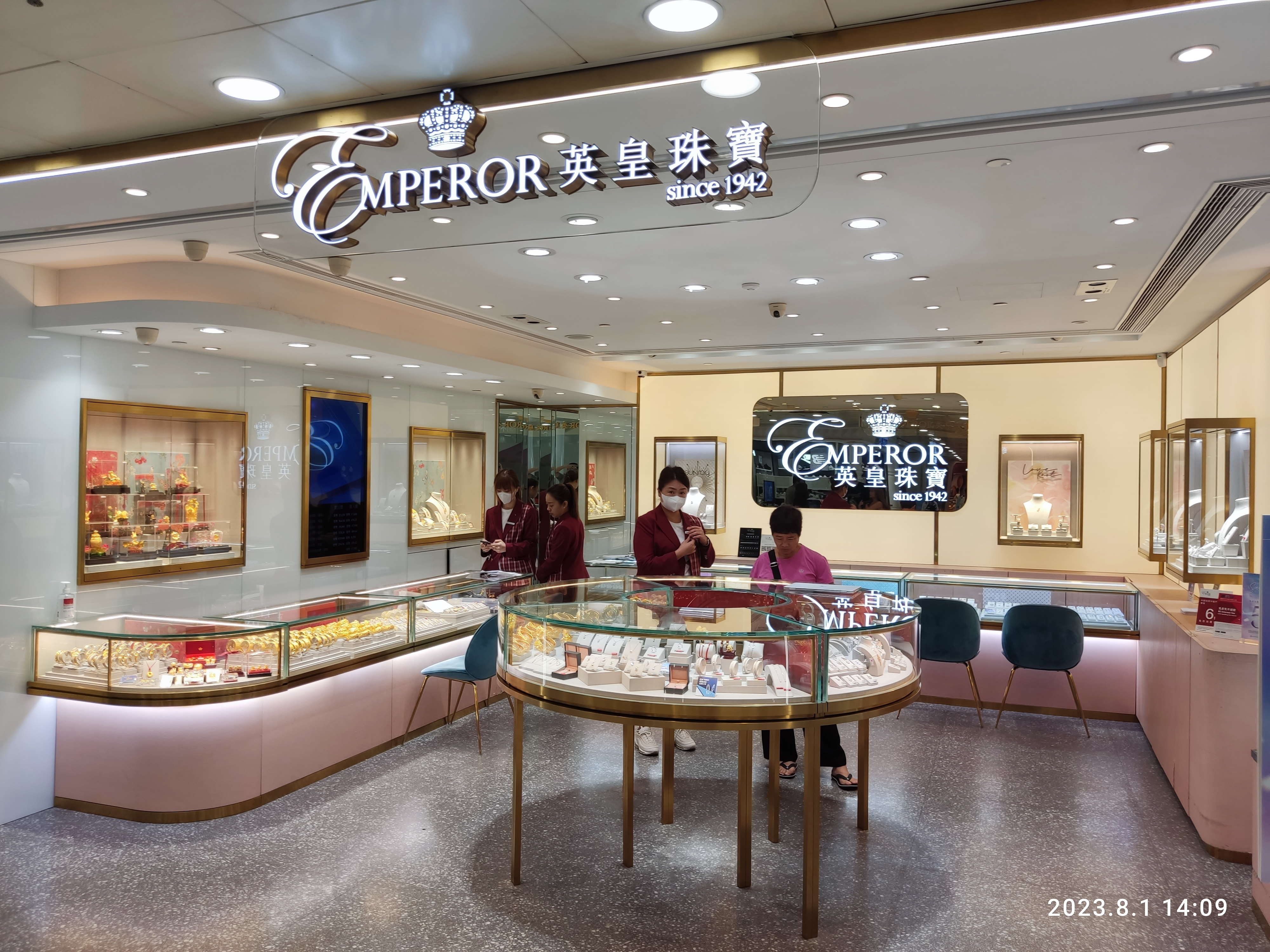
英皇珠寶於元朗廣場分店

英皇鐘錶珠寶於1942年成立，由楊成創立之成安記錶行開始，是楊受成英皇集團旗下的重要業務。早期專注發展鐘錶業務，自60年代起兼營珠寶零售，又自行設計及生產珠寶首飾。2008年7月，英皇鐘錶珠寶有限公司（港交所：887）正式於香港聯合交易所有限公司上市。集團主要業務為銷售歐洲製的國際品牌名貴腕錶及自家品牌「英皇」之自行設計高級珠寶首飾。
為提升品牌形象，集團亦與伯爵錶、卡地亞、寶璣及沛納海等多間知名鐘錶商合作舉辦推廣活動，以加強品牌知名度。其後又先後獲得勞力士、百達翡麗和卡地亞等多國家品牌的信籟，與英皇鐘錶珠寶一起開設專賣店。2009年又於尖沙咀1881成立首間珠寶旗艦店。2012年拓展零售網絡至新加坡黃金地段。英皇鐘錶珠寶更於2022年5月，在尖沙咀購物地標iSQUARE國際廣場開設首間全新形象的珠寶旗艦店，以此強化珠寶首飾方面的業務，奠定自家品牌的形象。
集團又於中國內地開設店舖，覆蓋北京、廣州、上海、重慶、鄭州、長沙、深圳、瀋陽、蘇州、衡陽及無錫等一線、二線及三線城市，以提高中國各地的市場滲透率。截至2011年12月31日止的年度，股東應佔溢利按年急增4倍，至6.27億元。每股派息增加58.2%，至每股2.8仙。本年度之整體表現令人鼓舞。營業額按年上升43.1%至到58.62億元。英皇鐘錶珠寶在港澳兩地及內地之黃金地段擁有龐大之零售門市網絡，按年上升超過三成至到80間。

## 歷史
- 1942年，楊成先生於九龍上海街149號的成安記錶行開幕。其後於1949年擴充營業。

- 1964年，天文台錶行於九龍彌敦道499號開業。

- 1965年11月，英皇鐘錶珠寶公司於彌敦道窩打老道交界寶翠大樓地下開業。同年獲歐米茄錶委任為零售代理，及至翌年進一步獲得勞力士錶零售代理權。

- 1968年，英皇鐘錶珠寶分店於九龍尖沙咀彌敦道81號開幕，港九鐘錶業商會名譽會長孫秉樞主持開幕儀式。

- 1972年，天文台錶行獲勞力士及歐米茄錶委任為零售代理。

- 1980年，英皇鐘錶珠寶金行在北角開業。

- 1990年，尖沙咀分行擴張。

- 1992年，中環分店開幕。

- 2004年，香港銅鑼灣羅素街分店開幕。

- 2007年，尖沙咀彌敦道26號東企業廣場旗艦店開幕。

- 2008年，銅鑼灣羅素街8號英皇鐘錶珠寶品牌專賣店舉行開幕典禮。

- 2008年，英皇鐘錶珠寶有限公司7月21日正式於香港聯合交易所有限公司主板掛牌。

- 2008年7月，於澳門主要旅遊區英皇娛樂酒店開設卡地亞專賣店。同年8月，英皇鐘錶珠寶銅鑼灣羅素街50號新店開業，代理百達翡麗腕錶。

- 2009年，於九龍尖沙咀1881開設勞力士專賣店及英皇珠寶首間旗艦店，佔地近20,000呎。

- 2010年，於尖沙咀彌敦道63號iSQUARE國際廣場開設珠寶專賣店。

- 2011年，於尖沙咀廣東道68-80號恆利大廈新店開業。[1]

- 2012年，獲《亞洲貨幣雜誌》（AsiaMoney）頒發「2011 年香港最佳管理小型企業獎」。[2]

- 2014年3月，英皇鐘錶珠寶獲《亞洲金融》評選為「最佳管理企業」等五項殊榮。

- 2014年，英皇珠寶尖沙咀1881 Heritage全新「Heartbeat心動旅程」品牌形象店開幕。

- 2019年4月11日，於總代價約1.245億港元元(不包括差餉，管理費及空調費用及其他支出)，向九龍倉置業續租尖沙咀海港城海運大廈二階OT276-280號店舖，用於經營零售店，租期自2019年8月27日起至2022年8月26日止為期3年

- 2019年4月11日，於總代價約3441.51萬港元元(不包括差餉，管理費及空調費用及其他支出)，向九龍倉置業續租尖沙咀海港城海運大廈二階OT282號店舖，用於經營零售店，租期自2019年9月1日起至2022年8月31日止為期3年
- 2022年5月，在香港尖沙咀購物地標iSQUARE國際廣場開設首間全新形象的珠寶旗艦店

## 董事會成員
董事名單：
執行董事
- 楊諾思女士 (主席)
- 梁浩昌先生 (行政總裁)
- 黃志輝先生
- 范敏嫦女士

獨立非執行董事
- 陳嬋玲女士
- 廖慶雄先生
- 陳慧玲女士

## 新聞軼事
- 澳門英皇鐘錶珠寶的珠寶首飾預展"身驕玉貴Precious Jade"於2008年5月1日至4日假澳門英皇娛樂酒店舉行。是次預展展出了英皇最新的翡翠系列。同場亦展示英皇其他珠寶首飾，有閃爍璀璨的美鑽系列，晶瑩剔透的珍珠系列以及雍容華貴的紅寶系列。

- 英皇鐘錶珠寶與恒基兆業地產有限公司聯合呈獻之「比華利山別墅皇室瑰寶展」，於2008年7月5及6日假大埔比華利山別墅舉行。是次展覽共展出多件由國際頂級珠寶大師精心設計的殿堂級珠寶鑽飾，總值近一億港元。

- 英皇鐘錶珠寶由2008年11月11日至13日一連三日於中環國際金融中心商場內之國金軒舉行年度的「Glittering Insane閃鑽心迷」珠寶首飾預展。

- 「2009金融業最非凡女性」頒獎典禮於2009年5月4日假金鐘港麗酒店圓滿舉行，八位得獎者之襟針首飾由英皇鐘錶珠寶獨家贊助，總值達港幣300萬元。英皇鐘錶珠寶董事總經理楊諾思小姐出席頒獎典禮的酒會，與得獎者聚首合照。

- 英皇鐘錶珠寶於2009年11月17日至19日一連三日於中環皇后大道中9號嘉軒廣場港島廳舉行年度的「Refined Moment 瑰麗時刻」珠寶首飾預展。

- 英皇鐘錶珠寶澳門「Refined Moment瑰麗時刻」珠寶首飾巡展於2009年12月10日至13日假澳門英皇娛樂酒店舉行。英皇鐘錶珠寶每年均在澳門英皇娛樂酒店舉行珠寶展，每次珠寶展都吸引不少愛好珠寶的人士蒞臨鑒賞，反應熱烈。

- 英皇鐘錶珠寶與世界頂級鐘錶百達翡麗合作，分別於2009年12月2日至7日於尖沙咀廣東道8號及12月9日至15日銅鑼灣羅素街50號舉行展覽，展出百達翡麗多個經典的系列，Aquanaut、 Calatrava、 Ellipse、Gondolo、Nautilus 、Twenty -4 及Complications。

- 2010年8月26日，英皇鐘錶珠寶於策略合作協議簽約儀式上宣布與LVMH Group旗下之開曼L Capital EWJ Cayman Limited(“L Capital”)達成策略聯盟。

- 英皇鐘錶珠寶於2010年10月14至16日假北京柏悅酒店舉行「2010 英皇珠寶精品匯展」，出席者包括英皇集團主席楊受成、英皇鐘錶珠寶董事總經理楊諾思、LVMH鐘錶珠寶亞太區總裁夏銘鶴（Jean-Marc Lacave）及中國區總經理翁秉嫻。

- 英皇鐘錶珠寶於2010年11月9日至11日一連三日假中環皇后大道中9號嘉軒廣場港島廳舉行年度的珠寶首飾預展，展出富有濃厚中國色彩，名為「Emperor’s Treasures瑰麗典藏」的珠寶鑽飾系列。

- 英皇鐘錶珠寶的年度珠寶首飾巡展「瑰麗典藏」，繼北京及香港後，於2010年12月2日(星期四) 至5日(星期日) 假澳門英皇娛樂酒店舉行。巡展展出英皇推出，富有濃厚中國色彩，名為「Emperor’s Treasures瑰麗典藏」的珠寶鑽飾系列；同場亦展示英皇其他的珠寶，閃爍迷人的彩鑽系列、翠綠剔透的翡翠系列、渾然天成的珍珠系列及高貴大方的紅寶系列。

- 2011年7月28日，英皇鐘錶珠寶推出全新由英皇鐘錶珠寶董事總經理楊諾思親自設計，以搖搖作為設計靈感配以18K白色黃金與18K玫瑰金一款兩色的「Yo Yo」系列。楊諾思透露此首飾系列代表心動感覺，專為情侶而設，迎合新一代年輕人。[4] [5] [6]

- 2011年8月25日，英皇鐘錶珠寶公佈2011年中期業績，營業額增加48.3%。於撇除衍生金融工具之虧損淨額後，錄得盈利約2.646億元，按年增加105.9%，純利則為2.55億元，增長159%。該公司表示，計劃於2011年在內地開設10至20間店舖，以提高內地的市場滲透率。 [7]

- 2011年9月19日，英皇鐘錶珠寶與卡地亞合作，舉行「高級腕錶系列」展覽，呈獻多款名貴腕錶。當中包括品牌在第21屆國際高級鐘錶展上特別展示的三款全新高級製錶機芯以及首款搭載Astrotourbillon天體運轉式陀飛輪機芯的最新Calibre de Cartier腕錶。英皇鐘錶珠寶以代理世界一級鐘錶品牌及生產高貴華麗珠寶首飾而聞名，今次與殿堂級國際品牌卡地亞合作，在其位於銅鑼灣羅素街店內舉行「高級腕錶系列」展覽。 [8]

- 2012年11月，英皇鐘錶珠寶榮獲香港旅遊發展局「優質旅遊服務」計劃認證。

- 2012年12月，英皇鐘錶珠寶與Parmigiani 帕瑪強尼於中環店中店隆重開幕。

- 2013年11月，英皇珠寶「Art of Nature」珠寶首飾預展，以經典的四季元素為主題，融合古今文化及大自然為創作靈感，巧妙地將「春生」、「夏長」、「秋收」和「冬藏」的恆常變換演繹得淋漓盡致，令人一見難忘。

- 2014年9月，容祖兒古巨基為英皇鐘錶珠寶1881 Heritage新店剪綵。

- 2014年12月， 英皇珠寶「Timeless is Now永恆之約」珠寶首飾展，將珠寶藝術發展中四個舉足輕重的獨特風格—「Art Deco裝飾藝術」、「Romanticism浪漫情懷」、「Modernism 現代主義」及「Asian東方韻味」，巧妙地融合古今潮流及東西文化，將瑰麗的色彩與意境發揮得淋漓盡致。

- 2014年9月，英皇珠寶位於尖沙咀1881 Heritage新店的開幕活動，與瑞士駐香港特別行政區總事Mrs. Rita Hämmerli-Weschke、長江實業(集團)有限公司執行董事趙國雄先生、天后容祖兒及天王古巨基一同主持開幕儀式。

## 相關連結
- 英皇集團
- 英皇集團(國際)有限公司
- 英皇娛樂酒店有限公司
- 英皇證券集團有限公司
- 新傳媒集團控股有限公司

## 外部連結
- 英皇集團官方網址 （页面存档备份，存于）
- 英皇集團 - 英皇鐘錶珠寶 （页面存档备份，存于）
- 英皇集團（國際）有限公司 （页面存档备份，存于）
- 英皇鐘錶珠寶有限公司
- 英皇娛樂酒店有限公司
- 英皇證券集團有限公司
- 新傳媒集團控股有限公司 （页面存档备份，存于）